# Agnotologie
Agnotologie neboli "zkoumání nevědomosti" je disciplína, která si všímá ztrácení vědomostí, o něž společnost jako celek přišla, a to zejména z důvodu a/nebo prostřednictvím:
- ukrývání nebo utajování poznatků
- úmyslného či náhodného ničení, ztráty, zakládaní nebo zapomínání poznatků
- odložení, odhazování nebo zavržení nabytých poznatků.[2][3]

## Ukrývání nebo utajování poznatků
Ztráta vědomostí prostřednictvím ukrývání nebo utajování poznatků může nastat např.:
- u výrobního know-how nebo u výzkumných patentů
- cenzurou nebo formou státního či obchodního tajemství
- nezveřejňováním soukromých osobních údajů nebo nešířením údajů podléhajících zákonné ochraně osobních údajů
- šířením falešných, nepřesných, neúplných nebo nepravdivých údajů (dezinformací)
- aj.[2][3]

## Ničení, ztráta, zakládaní nebo zapomínání poznatků
Ztráta vědomostí prostřednictvím úmyslného nebo náhodného ničení, ztráty, zakládání nebo zapomínání poznatků může nastat např.:
- u implicitních znalostí, které jsou uloženy pouze v hlavách jednotlivců
- pálením knih, rušením či likvidací knihoven, archivů, muzeí a jejich sbírek ze strany zřizovatelů i v důsledku katastrof (požáry, povodně apod.) nebo válek (plenění, drancování a krádeže sbírek)
- vymíráním jazyků a celých kultur
- emigrací, politickou likvidací nebo smrtí významných osobností
- nepopsáním archeologických, etnografických apod. nálezů, tj. neuváděním kontextových informací (např. u fotografií datum, místo a jméno fotografa) k artefaktům atd.
- aj.[2][3]

## Odložení, odhazování nebo zavržení nabytých poznatků
Ztráta vědomostí prostřednictvím odložení, odhazování nebo zavržení nabytých poznatků může nastat např.:
- kolektivním zapomínáním spjatým s nárůstem poznání, tj. kolektivním zavrhováním dosavadních, momentálně vyvrácených či zastaralých mínění, témat, publikací, osobností atd., aby se uvolnil prostor pro nové
- zavrhováním myšlenek či celých paradigmat v důsledku směsice intelektuálních a společenských důvodů
- čím dál kratší životností vědeckých publikací a článků v odborných a vědeckých časopisech, zejména u přírodních věd
- ztrátou či marginalizací témat, která vyšla z módy či "vychladla"
- posouváním hranic mezi pravým a falešným věděním, mezi vědami a pseudovědami či šarlatánstvím
- vylučováním témat ze studijních plánů nebo odmítáním článků na taková témata ve vědeckých časopisech
- zestručňováním starších témat v novějších vydáních či aktualizacích encyklopedií, slovníků apod.
- aj.[2][3]

## Historický význam a smysl ztrácení vědomostí
Podle Petera Burkeho je způsob "odhazování znalostí", který vytváří volný prostor pro nástup nového, "do jisté míry žádoucí nebo přímo nutný, ale vedle dosažených zisků bychom neměli přehlížet prodělané ztráty. Proto musí historikové kultury zkoumat, co je vlastně v průběhu staletí zahazováno, a procházet toto intelektuální smetí, jež obsahuje informace, myšlenky a dokonce i lidské jedince. Mnohokrát již zaznělo konstatování, že historikové chovají sympatie k vítězům, zatímco k plnému porozumění minulosti je nutno zrekonstruovat "hledisko poražených". Když jsou "myšlenky poražených opomíjeny ze strany historiků kultury, pak s vaničkou vyléváme i dítě", protože "i poražení zanechali na následném vývoji jisté stopy". I když tedy "u mnoha oborů hrozí naprostá ztráta či alespoň marginalizace mnoha témat, která vyšla z módy či "vychladla" (a nejsou už "hot"): je z nich "devalvovaná měna"", nelze zároveň vyloučit, že po několika generacích dojde k jejich novému zhodnocení.